# Wuqi

Lage des Kreises Wuqi auf dem Gebiet der bezirksfreien Stadt Yan’an

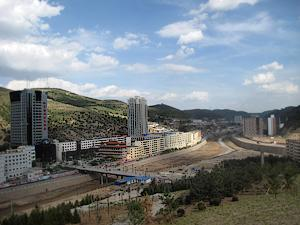
Blick über Wuqi

Wuqi (chinesisch 吴起县, Pinyin Wúqǐ Xiàn) ist ein Kreis der bezirksfreien Stadt Yan’an im Norden der Provinz Shaanxi. Er hat eine Fläche von 3.787 km² und zählt 146.167 Einwohner (Stand: Zensus 2020).
Im Kreisgebiet liegen die Revolutionäre Stätte von Wuqi (吴旗革命旧址, Wúqí gémìng jiùzhǐ) aus dem Jahr 1935 und die Ruinen von Tiebiancheng (铁边城遗址, Tiěbiānchéng yízhǐ) aus der Zeit der Nördlichen Song-Dynastie, die seit 2006 bzw. 2013 auf Liste der Denkmäler der Volksrepublik China stehen.